# Ryszard Garnys
Ryszard Garnys (ur. 8 marca 1947 w Tuszynie-Lesie) – polski lekkoatleta specjalizujący się w trójskoku.
Trzykrotny medalista mistrzostw kraju, wielokrotny reprezentant Polski. Uczestnik dwóch imprez rangi mistrzowskiej: ME 1974 (11 miejsce) i HME 1974 (4 miejsce). Rekord życiowy: 16,52 (30 czerwca 1974, Warszawa). Reprezentował barwy Startu Łódź.